# Splenose
Unter einer Splenose (lat. splen = Milz) versteht man die Verschleppung von Milzgewebe mit Implantation an einer anderen Stelle (heterotope Autotransplantation), wie sie im Rahmen einer traumatischen Milzruptur oder einer Bauchoperation auftreten kann. Entsprechend der Lage der Milz ist in erster Linie die Bauchhöhle, einschließlich der Beckenhöhle, betroffen. Einzelfallberichte beschreiben auch eine Splenose im Bereich der Brusthöhle, im Unterhautgewebe, in der Leber oder in der Schädelhöhle.
Die Splenose muss unterschieden werden vom Vorhandensein zusätzlicher Milzen (Nebenmilzen), die angeboren und das Resultat einer embryologischen Fehlentwicklung sind.
Klinisch wichtig ist vor allem aber die Unterscheidung von bösartigen Tumorerkrankungen.

## Geschichtliches
Die Erstbeschreibung einer Splenose erfolgte 1911 durch Richard Wilhelm Gottlieb Faltin, bevor Buchbinder und Lipkoff 1939 den Begriff in die wissenschaftliche Literatur einführten.

## Epidemiologie
Eine Splenose soll bei Männern etwas häufiger sein als bei Frauen, was am ehesten mit der höheren Frequenz von Milztraumen beim männlichen Geschlecht zu erklären ist.

## Ursachen und Entstehung
Vorbedingung für die Entstehung einer Splenose ist ein Milzriss, meist im Rahmen eines Unfalls oder einer Bauchoperation, speziell einer Milzentfernung (Splenektomie). Eine Splenose der Bauchhöhle soll bei bis zu 65 % der traumatischen Milzrupturen auftreten. Eine die Brusthöhle betreffende Splenose ist wesentlich seltener und setzt eine gleichzeitige Zwerchfellruptur voraus. Die Implantation von Milzanteilen in das Unterhautgewebe kann Folge operativer Baucheingriffe sein oder im Rahmen von Schussverletzungen auftreten. Eine Splenose des Gehirns oder der Leber wird hypothetisch durch eine Aussaat von Milzgewebe über den Blutweg (hämatogen) erklärt.

## Pathologie

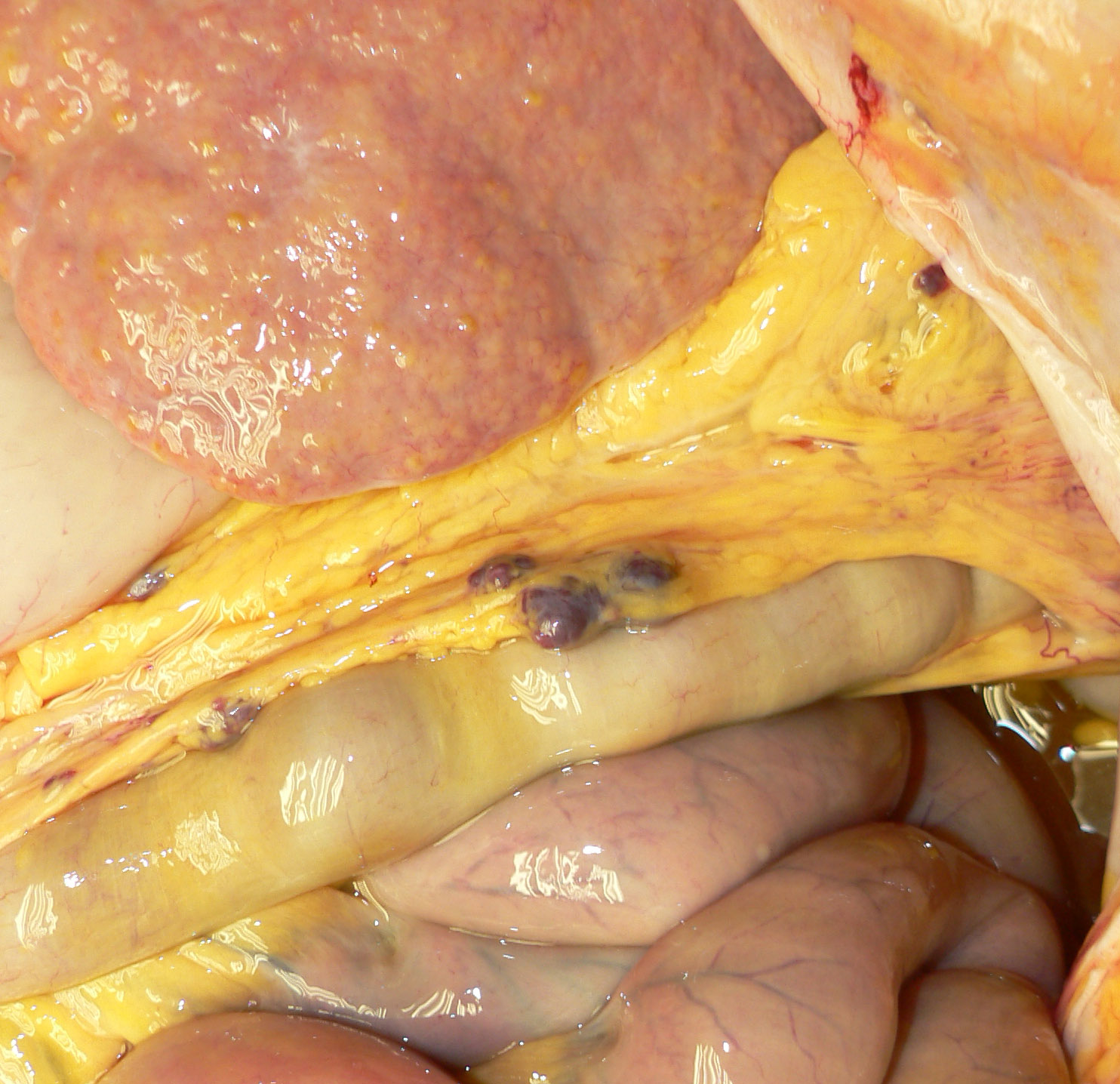
Mehrere unterschiedlich große Implantate aus Milzparenchym im Weichgewebe des linken Oberbauches (großes Netz, Mesocolon transversum) bei Zustand nach Verkehrsunfall mit Milzruptur und chirurgischer Milzentfernung vor vier Jahren. Nebenbefundlich liegt eine Leberzirrhose vor.

Makroskopisch manifestiert sich die Splenose in Form von einzelnen, meist im Bereich der Bauchhöhle verteilten, wenige Millimeter bis 12 cm messenden Knoten von rot-blauer Farbe und variabler Form. Aufgrund der eingeschränkten Blutversorgung der Milzknötchen liegt die Größe der Einzelherde meist unter 3 cm. Diese sitzen dem Implantationsort unmittelbar auf, können aber auch über einen Gewebestiel mit diesem verbunden sein.
Histologisch zeigt sich reguläres Milzparenchym aus roter und weißer Pulpa, ähnlich dem Aufbau einer Nebenmilz.

## Klinik
Zwischen Milzverletzung und Manifestation einer Splenose vergehen durchschnittlich 10 Jahre (5 Monate bis 32 Jahre). Da die meisten Patienten keinerlei Symptome zeigen, wird die Abnormalität meist zufällig bei einer diagnostischen Prozedur im Rahmen eines Screenings oder einer anderen Erkrankung entdeckt. Ein Teil der Patienten zeigt Symptome wie Bauchschmerz, Darmverschluss, Blutung oder eine Hydronephrose. Symptome einer die Brusthöhle betreffenden Splenose sind bisweilen Bluthusten (Hämoptyse) oder eine Brustfellentzündung (Pleuritis).

### Diagnose und Differenzialdiagnose
Eine definitive Diagnosestellung erfolgt häufig durch Gewebeentnahme und histologische Untersuchung des Präparates durch den Pathologen.
Das Bild multipler, mit der Zeit häufig größenprogredienter Herdbefunde kann in der diagnostischen Bildgebung (z. B. Sonografie, Computertomografie, Magnetresonanztomografie) das Bild einer bösartigen Tumorerkrankung nachahmen. Differenzialdiagnostisch von einer Splenose abzugrenzen sind insbesondere Lymphome, Tumormetastasen, eine Karzinose des Bauch- oder Brustfells, ein primärer Nieren- oder Lebertumor, eine Endometriose oder nicht-tumorbedingte Lymphknotenschwellungen.

### Therapie
Die Splenose ist als gutartige und meist symptomlose Abnormalität häufig nicht behandlungsbedürftig. Bei symptomatischen Patienten kann gegebenenfalls eine chirurgische Entfernung der Herde erfolgen.